# Лардал
Лардал (норв. Lardal) — коммуна в губернии Вестфолл в Норвегии. Административный центр коммуны — город Сварстад. Официальный язык коммуны — букмол. Население коммуны на 2007 год составляло 2383 человек. Площадь коммуны Лардал — 277,65 км², код-идентификатор — 0728.

## История населения коммуны
Население коммуны за последние 60 лет.
На гербе коммуны изображена хульдра, персонаж скандинавского фольклора, — красивая молодая девушка с длинными светлыми волосами и хвостом.